# Croniades
Croniades is een geslacht van vlinders uit de familie van de dikkopjes (Hesperiidae), onderfamilie Pyrrhopyginae.
Het was Paul Mabille die dit geslacht benoemde in 1903. Mabille deelde er de soorten Croniades pieria en Croniades machaon bij in. Als verspreidingsgebied noemde hij Zuid-Amerika, meer bepaald de tropische gebieden van Brazilië en de vallei van de Amazone.
Croniades auraria Druce, 1908 wordt beschouwd als een synoniem van Croniades pieria.